# Джоуел Стеббінс
Джоуел Стеббінс (англ. Joel Stebbins; 30 липня 1878 — 16 березня 1966) — американський астроном, член Національної АН США.

## Наукова біографія
Родився в Омасі (штат Небраска). У 1899 році закінчив університет штату Небраска, продовжував освіту у Вісконсинському (1900—1901) і Каліфорнійському (1901—1903) університетах. У 1903—1922 роках працював в Іллінойському університеті (з 1913 — професор і директор обсерваторії), в 1922—1948 роках — професор астрономії та директор обсерваторії Вошберн Вісконсинського університету. Після відходу у відставку в 1948 році ще упродовж десяти років вів наукову роботу в Лікській обсерваторії.
Основоположник фотоелектричної астрофотометрії. У 1906—1907 роках провів перші досліди зі спостереження Місяця і найяскравіших зірок з селенових фотоелементом. Більша точність електрофотометрії в порівнянні з фотографічною фотометрією дозволила Стеббінсу відкрити ряд тонких ефектів, які не могли бути виявлені фотографічним шляхом. У 1910 році отримав криву блиску Алголя, на якій вперше був виявлений вторинний мінімум глибиною 0,06m і яка також вказувала на ефект відбиття в тісних подвійних системах. Перші вимірювання інтегрального блиску сонячної корони, виконані Стеббінсом під час повних затемнень у 1918, 1925 і 1937 роках, показали відсутність помітних змін цього блиску упродовж циклу сонячної активності. Виявив неглибокі затемнення у декількох спектрально-подвійних зірок і у ряду зірок, що раніше вважалися постійними. Виконав велику програму пошуку змін блиску у зірок-гігантів, результатом якої було встановлення того фундаментального факту, що у гігантів класів B-K9 змінність відсутня, тоді як серед M-гігантів частка змінних зростає з пониженням їхньої температури. На початку 1930-х років спільно з М. Хаффером і А. Вітфордом провів перше обширне і точне дослідження селективного поглинання в Галактиці шляхом визначення надлишків кольору великого числа B-зірок, встановив іррегулярний характер розподілу поглинаючої матерії в площині Чумацького Шляху. Ряд досліджень присвячений фотометрії галактик; виявив слабо світні сферичні гало у багатьох близьких спіральних галактик.
Розробив спільно з Вітфордом шестикольорову фотометричну систему, що охоплює область довжин хвиль від 3300 до 12 500 Ǻ.
Президент Американського астрономічного товариства (1940—1943).
Золота медаль Лондонського королівського астрономічного товариства (1950), медаль Генрі Дрейпера Національної АН США (1915), премія Румфорда Американської академії мистецтв і наук (1913), медаль Кетрін Брюс Тихоокеанського астрономічного товариства (1941).
Ім'ям науковця названі кратер на Місяці та астероїд 2300 Стеббінс.